# European Conference on Artificial Intelligence
Die European Conference on Artificial Intelligence (ECAI) ist eine der größten Konferenzen weltweit, die sich der Erforschung künstlicher Intelligenz widmen. Normalerweise wird sie alle zwei Jahre ausgerichtet und geht über einen Zeitraum von fünf Tagen.
Die 1. Konferenz fand 1982 in Orsay (Frankreich) statt. Davor gab es jedoch vier Konferenzen der Artificial Intelligence and Simulation of Behaviour (AISB) die nachträglich unter dem Namen ECAI umbenannt wurden.
Organisiert werden die Konferenzen jeweils von der European Association for Artificial Intelligence (EurAI) in Zusammenarbeit mit einer ihrer Mitgliedsorganisationen.

## Veranstaltungen
| Nr. | Jahr | Datum         | Ort                                | Gastgeber und Veranstalter      |
| --- | ---- | ------------- | ---------------------------------- | ------------------------------- |
| 22  | 2016 | 29.08.–02.09. | Den Haag                           |                                 |
| 21  | 2014 | 18.08.–22.08. | Prag                               | GUARANT International           |
| 20  | 2012 | 27.08.–31.08. | Montpellier (Frankreich)           | AFIA                            |
| 19  | 2010 | 16.08.–20.08. | Lissabon (Portugal)                | APPIA, Universität von Lissabon |
| 18  | 2008 | 21.07.–25.07. | Patras (Griechenland)              | EETN, Universität von Patras    |
| 17  | 2006 | 28.08.–01.09. | Trient (Italien)                   | AI*IA, ITC                      |
| 16  | 2004 | 22.08.–27.08. | Valencia (Spanien)                 | AEPIA, ACIA                     |
| 15  | 2002 | 21.07.–26.07. | Lyon (Frankreich)                  | AFIA                            |
| 14  | 2000 | 20.08.–25.08. | Berlin (Deutschland)               | GI/KI                           |
| 13  | 1998 | 23.08.–28.08. | Brighton (Vereinigtes Königreich)  | SSAISB                          |
| 12  | 1996 | 11.08.–16.08. | Budapest (Ungarn)                  | NJSZT                           |
| 11  | 1994 | 08.08.–12.08. | Amsterdam (Niederlande)            |                                 |
| 10  | 1992 | 03.08.–07.08. | Wien (Österreich)                  |                                 |
| 9   | 1990 | 06.08.–10.08. | Stockholm (Schweden)               |                                 |
| 8   | 1988 | 01.08.–05.08. | München (Deutschland)              |                                 |
| 7   | 1986 | 20.07.–25.07. | Brighton (Vereinigtes Königreich)  |                                 |
| 6   | 1984 | 05.09.–07.09. | Pisa (Italien)                     |                                 |
| 5   | 1982 |               | Orsay (Frankreich)                 |                                 |
| 4   | 1980 |               | Amsterdam (Niederlande)            |                                 |
| 3   | 1978 | 18.07.–20.07. | Hamburg (Deutschland)              |                                 |
| 2   | 1976 | 12.07.–14.07. | Edinburgh (Vereinigtes Königreich) |                                 |
| 1   | 1974 |               | Brighton (Vereinigtes Königreich)  |                                 |